# Кулаков Микола Михайлович
Микола Михайлович Кулаков (рос. Николай Михайлович Кулаков; 21 лютого 1908, Івановське — 25 березня 1976) — радянський військово-морський командувач, начальник політичного відділу Ленінградської військово-морської бази двічі Червонопрапорного Балтійського флоту і військово-морських навчальних закладів Ленінграда, віце-адмірал, Герой Радянського Союзу. Депутат Верховної Ради УРСР 4-го скликання. Член ЦК КПУ у березні 1954 — січні 1956 р.

## Біографія
Народився 8 (21 лютого) 1908 року в селі Івановському (тепер Кімовського району Тульської області) в селянській родині. Росіянин. Закінчив школу фабрично-заводського навчання при Київському паровозоремонтному заводі. Працював робітником, слюсарем Київського паровозоремонтного заводу.
Член ВКП(б) з 1927 року. Перебував на партійній роботі в Києві та Ленінграді.
У Військово-Морському Флоті з 1932 року. У серпні 1932— липні 1936 року — слухач військово-морського факультету Військово-політичної академії.
У липні — листопаді 1936 року — військовий комісар підводного човна «Щ-318», у листопаді 1936 — серпні 1937 року — військовий комісар підводного човна «С-1». У серпні 1937 — червні 1939 року — військовий комісар лінійного корабля «Марат» Червонопрапорного Балтійського флоту.
У червні 1939— квітні 1940 року — член Військової Ради Північного флоту, учасник радянсько-фінської війни.
З квітня 1940 по березень 1944 року — член Військової Ради Чорноморського флотів. Учасник радянсько-німецької війни з 1941 року. У ході оборони Севастополя член військової ради Чорноморського флоту контр-адмірал Кулаков керував діяльністю політичних органів і партійних організацій Чорноморського флоту.
У березні — червні 1944 року — начальник Вищих військово-політичних курсів ВМФ. У червні 1944— червні 1945 року — начальник Управління пропаганди і агітації Головного політичного управління ВМФ СРСР, у грудні 1944— березні 1945 року виконував обов'язки начальник Головного політичного управління ВМФ СРСР.
У червні 1945— червні 1946 року — член Військової ради Північного флоту.
У червні 1946— грудні 1949 року — член Військової ради — заступник головнокомандувача ВМФ СРСР із політичної частини. У січні — квітні 1950 року — слухач Вищої військової академії імені Ворошилова.
У квітні 1950— грудні 1955 року — член Військової ради Чорноморського флоту.
У грудні 1955 року, після загибелі лінкора «Новоросійська», відсторонений від посади і знижений у військовому званні до капітана 1-го рангу. Згодом у званні відновлений і навіть підвищений до віце-адмірала.
У травні 1956— квітні 1960 року — начальник політичного відділу і заступник по політичній частині командувача Кронштадтської військово-морської фортеці. У квітні 1960— лютому 1961 року — заступник по політичній частині командувача Ленінградського військово-морського району.
У лютому 1961— жовтні 1971 року — начальник політичного відділу Ленінградської військово-морської бази та військово-морських навчальних закладів Ленінграда.
За виявлену особисту мужність і відвагу у роки Великої Вітчизняної війни, великі заслуги перед Батьківщиною, Указом Президії Верховної Ради СРСР від 7 травня 1965 року віце-адміралу Кулакову Миколі Михайловичу присвоєно звання Героя Радянського Союзу з врученням ордена Леніна і медалі «Золота Зірка» (№ 10700).
З грудня 1971 року — у відставці. Помер 25 березня 1976 року. Похований у Ленінграді на Богословському кладовищі.

## Нагороди
Нагороджений двома орденами Леніна, трьома орденами Червоного Прапора, орденами Нахімова 1-го ступеня, Червоної Зірки, медалями.

## Твори
Микола Кулаков автор книг:
- «Город морской славы. О героической обороне Севастополя. 1941—1942 годы». Москва: Политиздат, 1964;
- «250 дней в огне». Москва: Политиздат, 1965[1];
- «Доверено флоту». Москва: Воениздат, 1985.

## Пам'ять
Меморіальна дошка на згадку про радянського військовика встановлена на будівлі Київського вищого професійного училища залізничного транспорту імені В. С. Кудряшова, на вулиці Архітектора Кобелєва, 1/5. 26 жовтня 1976 року ім'ям М. М. Кулакова названа вулиця в Севастополі, на будинку №66 якої в 1983 році встановлена пам'ятна дошка.

Анотаційна дошка в Севастополі
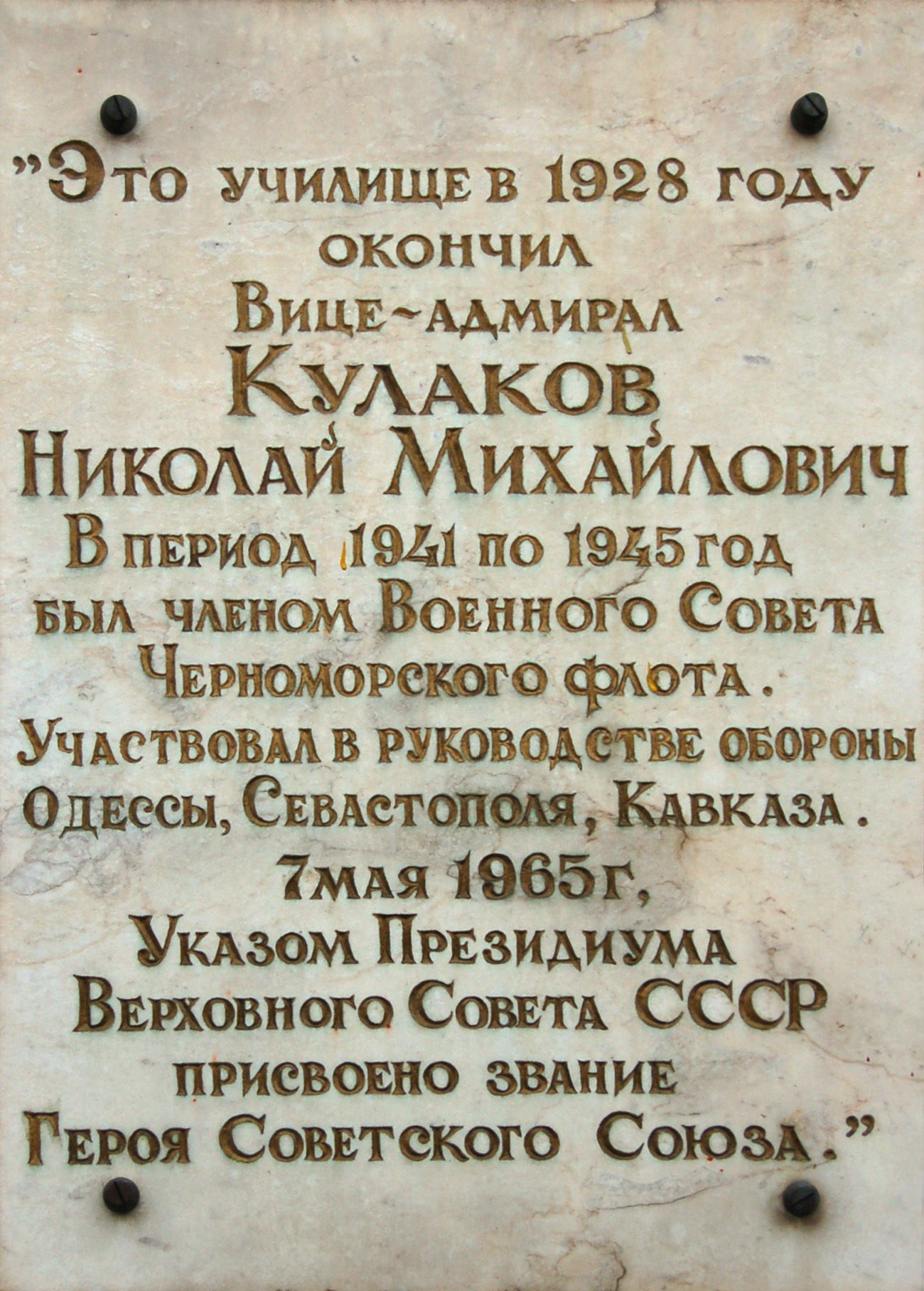
Меморіальна дошка у Києві